# St. Peter und Paul (Welschensteinach)

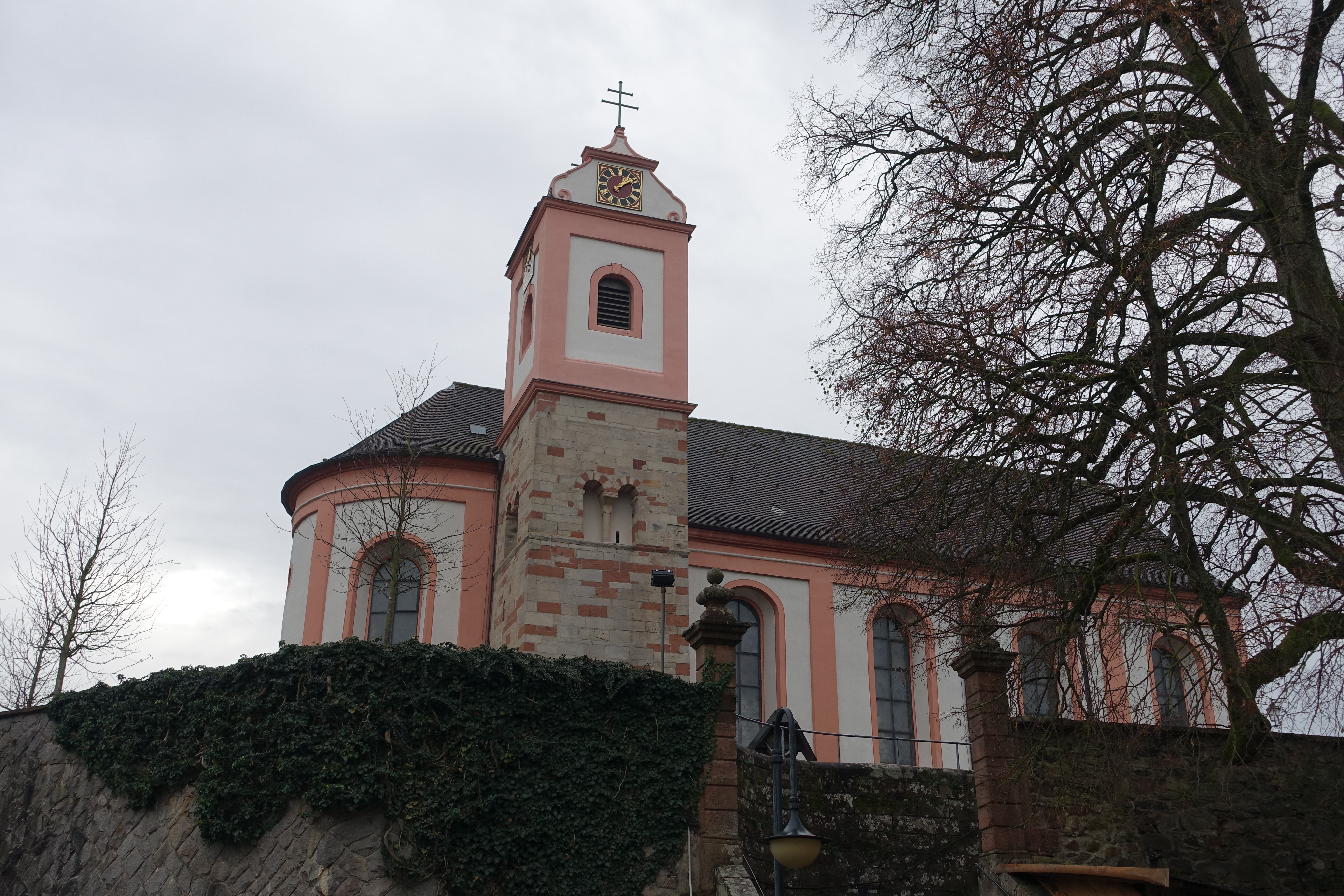
Sankt Peter und Paul von Nord

Sankt Peter und Paul ist die römisch-katholische Pfarrkirche von Welschensteinach, einem Ortsteil der Gemeinde Steinach im Ortenaukreis von Baden-Württemberg. Die Pfarrgemeinde bildet mit Kreuzerhöhung in Steinach, St. Arbogast in Haslach im Kinzigtal, St. Michael in Fischerbach, St. Erhard in Hofstetten und St. Afra in Mühlenbach die Seelsorgeeinheit Haslach des Erzbistums Freiburg. Zudem gehört die Kirche seit der Dekanatsreform am 1. Januar 2008 zum Dekanat Offenburg-Kinzigtal. Über die Geschichte der teils romanischen, teils barocken Kirche hat besonders der Lehrer und Heimatforscher Joseph Ludolph Wohleb (1892–1960) geforscht. Die Festschrift 750 Jahre Welschensteinach nennt Kirche, Pfarrhaus und Friedhof „ein markantes Schmuckstück des Dorfes“.

## Geschichte
Das Welschen- im Ortsnamen, zum Adjektiv welsch = kelto-romanisch, geht vielleicht auf das Überleben galloromanischer Bevölkerung im abgelegenen Tal des Welschensteinacher Bachs, eines Nebenbachs der Kinzig, bei der Landnahme durch die Alemannen zurück. Ebenso könnte es sich mit Welschbollenbach verhalten, einem Teil des zu Haslach im Kinzigtal gehörenden Dorfes Bollenbach. Eine andere Hypothese vermutet eine spätere Ansiedlung galloromanischer Personen, nämlich solcher, „die in der Technik des Weinbaues, der Rodung, des Bergbaues besonders erfahren waren, etwa in fränkischer Zeit“. Dass man sich in der namenprägenden Zeit der Existenz zweier ethnischer Gruppen bewusst war, zeigt die gelegentliche Bezeichnung von Steinach als Tutschen-Steinach, Deutsch-Steinach.

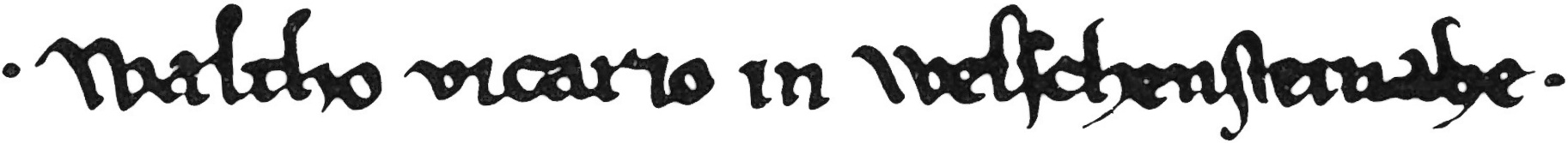
Ersterwähnung 1240: „Walthero vicario in Welschensteinahe“

Die Besiedelung wurde von den nahen Klöstern betrieben, Gengenbach und Ettenheimmünster, sowie von ihren Vögten wie den Zähringern und den Markgrafen von Baden-Hachberg. Im Jahr 1240 werden Ort wie Pfarrei erstmals erwähnt, als „Walther, Vikar in Welschensteina“, Zeuge in einem Rechtsstreit ist. Erster bekannter Pfarrer war 1314 ein Dietricus. 1576 ist die Weihe der Kirche an die Apostel Petrus und Paulus erstmals bezeugt. Mit der Zeit ging die weltliche Herrschaft mehr und mehr an das Adelsgeschlecht der Fürstenberger über. So schenkte 1313 Markgraf Heinrich III. von Baden-Hachberg Güter und Rechte in Welschensteinach einschließlich des Kirchenpatronats der Kommende des Johanniterordens in Freiburg, und 1461 verkauften die Johanniter den Besitz weiter an die Fürstenberger. Deren Verwaltungssitz für Steinach und Welschensteinach war Haslach. 1806 fiel die ganze Ortenau an das Großherzogtum Baden.
Die Einführung des evangelischen Bekenntnisses 1542 durch Graf Wilhelm von Fürstenberg (1491–1549) blieb wie in Haslach, Steinach und Mühlenbach Episode. Schon unter seinem Bruder Friedrich II. von Fürstenberg (1496–1559) wurde der katholische Glaube wieder eingeführt. Friedrich ging vorsichtig vor, musste den Evangelischen aber 1549 schreiben, „wenn nun die Leute im Kinzigthale so verstockt seien und, wie er täglich hören müsse, die Priester, die Messe und anderes so hoch verachten und vernichtigen, so werde hiervon die sichere Folge sein, daß die kaiserliche Ungnade auf ihn und sein Land falle“. Noch 1566 hatten die Wiedertäufer Anhänger in Welschensteinach. 1821 kam Steinach vom Bistum Straßburg ans Erzbistum Freiburg.

## Baugeschichte
Vermutlich amtete bereits 1240 der Vikar in einem Kirchengebäude, und 1275 ist in der Tat in Verbindung mit Welschensteinach von einer  kilchen die Rede. Deren Grundriss ist durch eine Skizze aus der Zeit des Um- und Neubaus des 18. Jahrhunderts bekannt. An das Langhaus schlossen sich im Osten ein quadratischer Chor und dann eine quadratische Sakristei. Nördlich des Chors stand der bis zum Uhrgeschoss erhaltene dickwandige Turm. Er bedingte eine Asymmetrie des Langhauses: Dessen Öffnung zum Chor ist nach Süden verschoben.

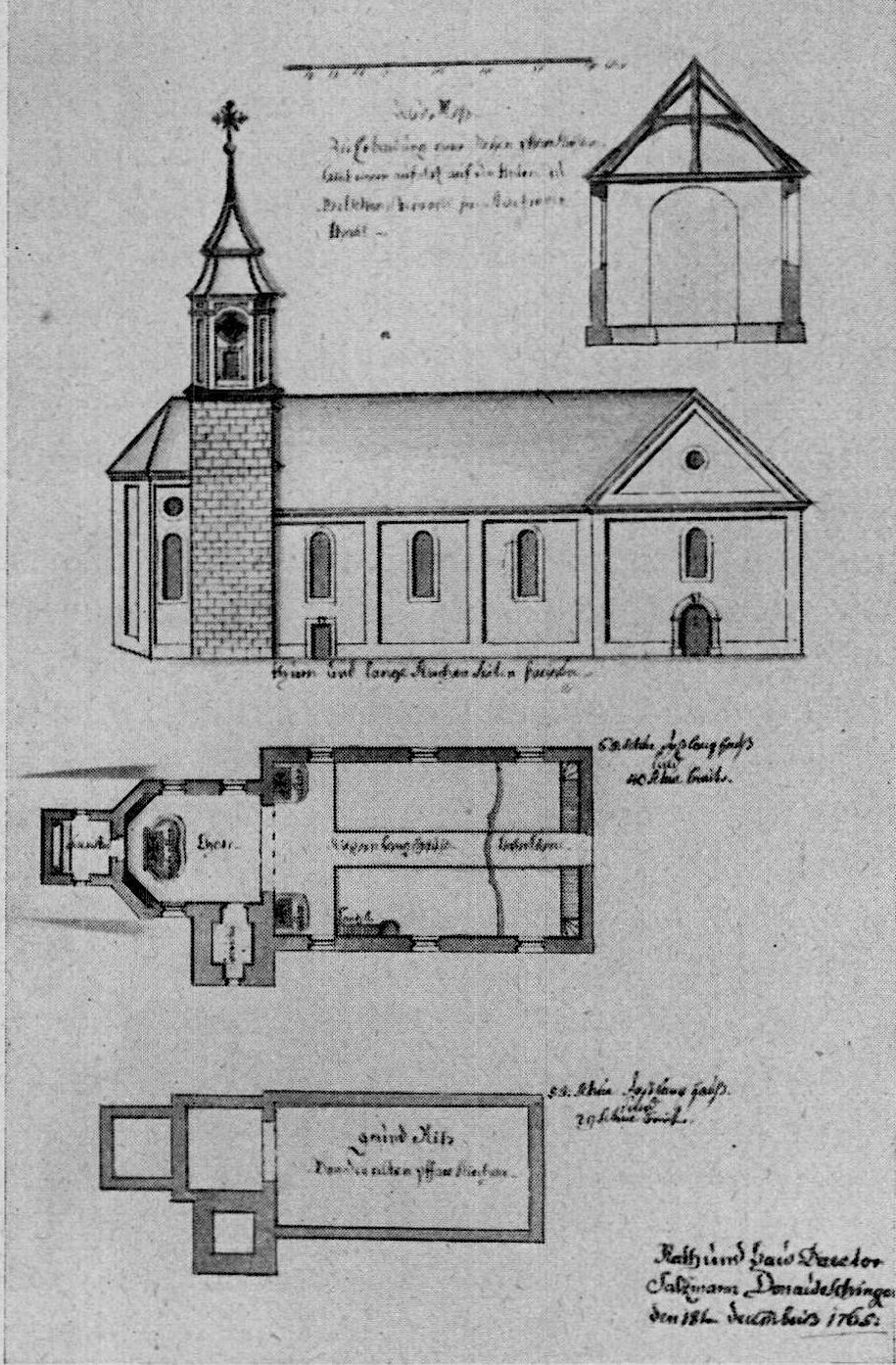
Grundriss der mittelalterlichen Kirche und Salzmanns Pläne
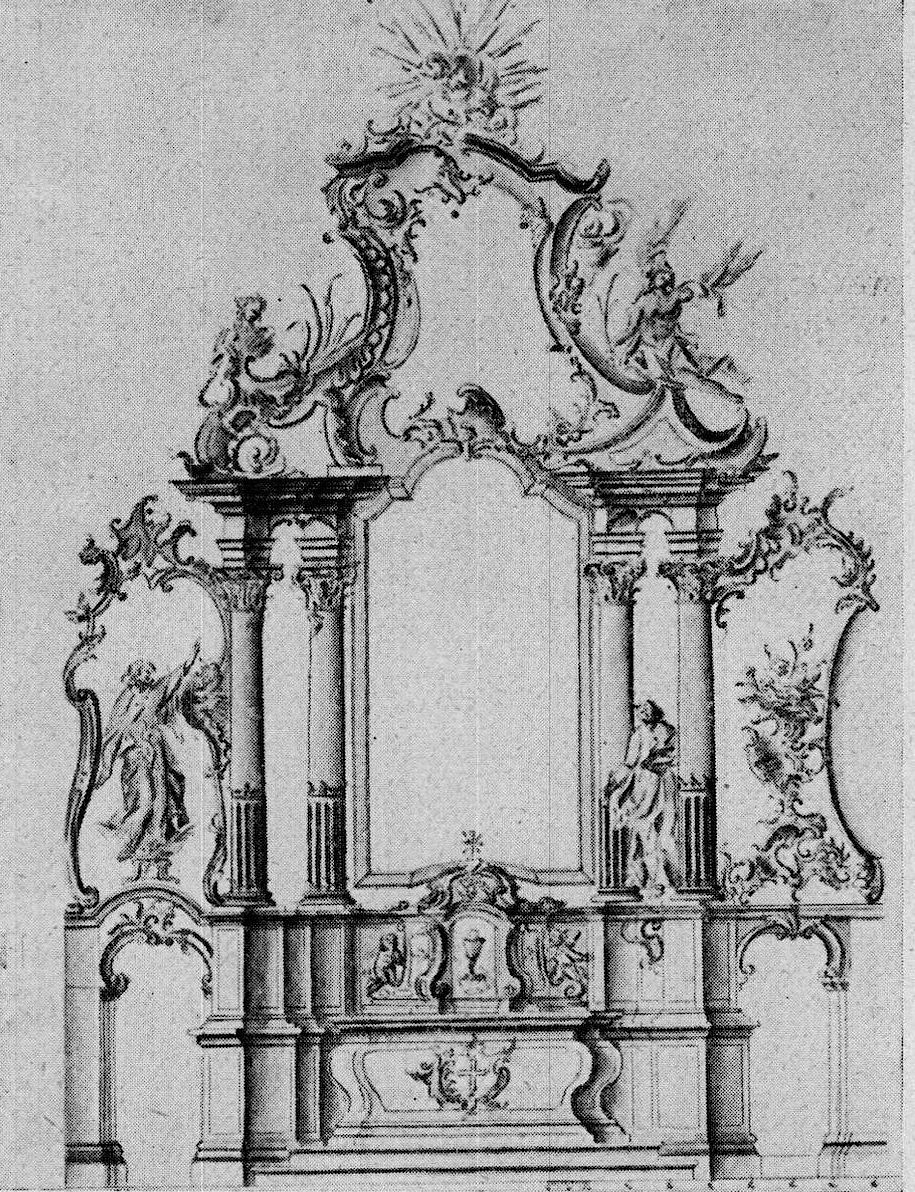
Entwurf zum Hochaltar
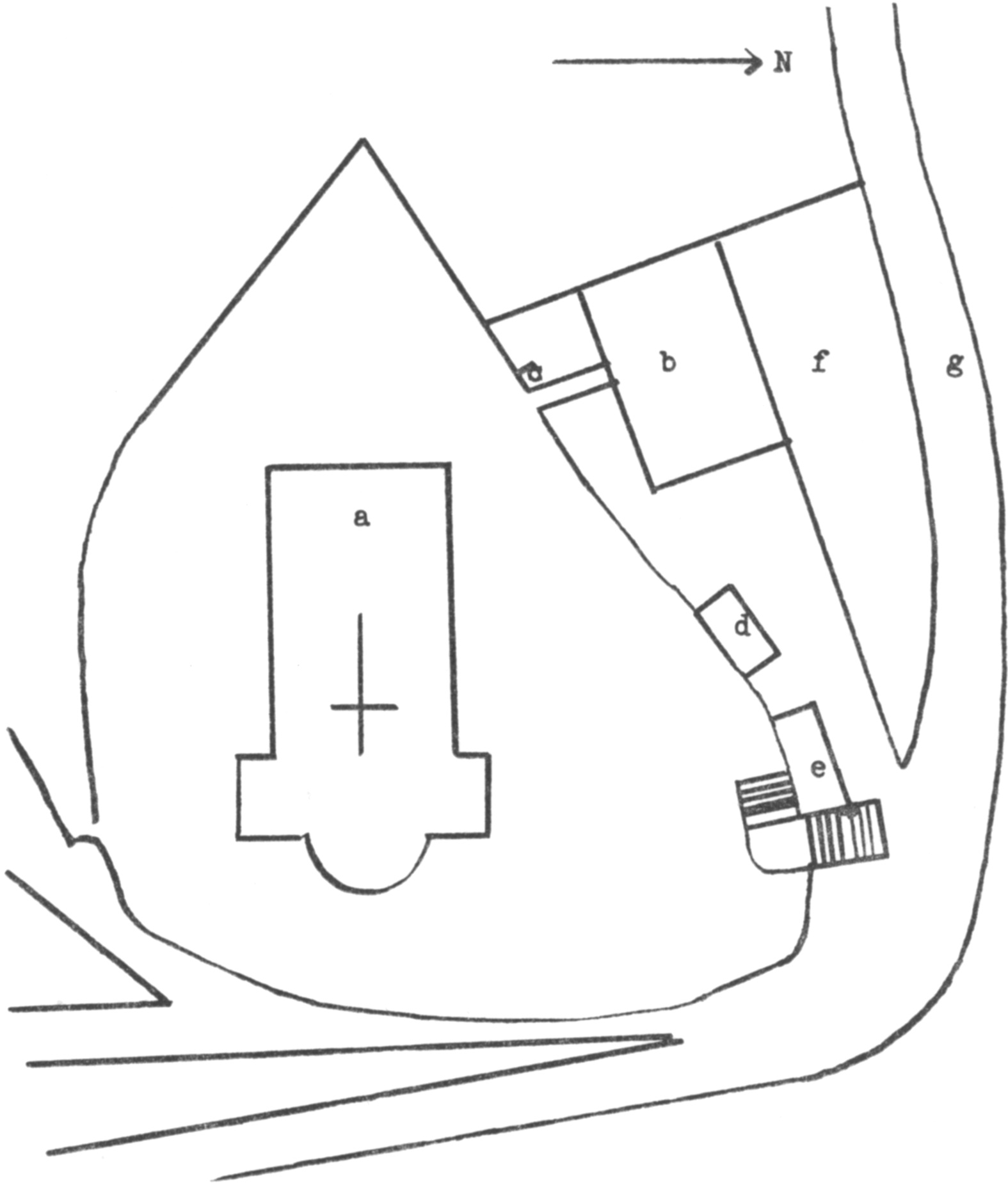
Kirche, Friedhof, Pfarrhaus (b) mit Nebenräumen (c bis f) und Straße (g) 1843
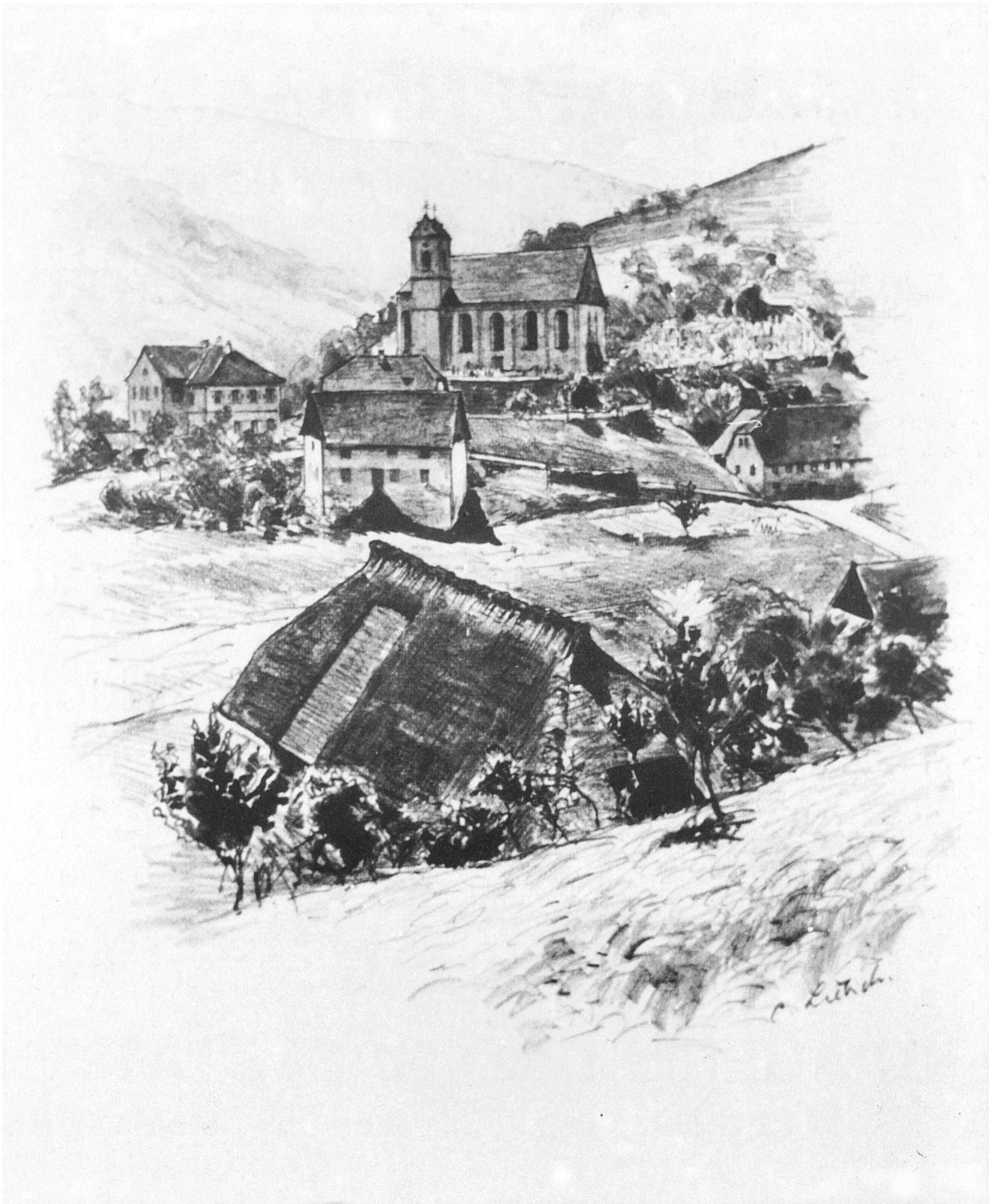
Kirche und Umgebung um 1900.

1762 und noch einmal 1765 verlangte das bischöfliche Ordinariat Straßburg, dass die Kirche „wegen ihrer Baufälligkeit und Kleine neu erbaut werden solle“. Der fürstenbergische Vogt in Haslach schrieb nach Prüfung, die Kirche sei „so schlecht und klein, daß sie keiner Reparation mehr würdig, sondern immediate neu gebauet werden muß. Nichts ist daran gut als der Turm und zwar nur zum Teil. Das Langhaus aber zu erbauen, sind die Inwohner außerstand. Ich finde dahero keinen andern Weg, als wie es bei Erbauung der Steinachischen Kirch vor fünfzehn Jahren geschehen, als daß dieser Bau Ew. Durchlaucht als decimatori universali zufallen wird.“
Die Hofkammer stimmte offenbar zu, denn der fürstenbergische Baumeister Franz Joseph Salzmann fertigte 1770 Entwürfe an. Danach sollten der Turm und Teile der Nordmauer des Langhauses erhalten bleiben. Die Südwand des Langhauses dagegen sollte weiter südlich neu gebaut werden, so dass das Langhaus symmetrisch würde. Der Chor sollte erheblich erweitert, der Turm erhöht und mit einem neuen Aufsatz versehen werden. 1774 wurden die Ausmaße noch einmal vergrößert.
Die Ausführung durch den Maurermeister Johannes Weber aus Wolfach (geb. um 1743) war fehlerhaft. 1779 zerbröselten die Dachziegel, weil sie „beim Neubau durch die üble Angewohnheit des Werkmeisters Weber ohnausgebrannt gebraucht und auf das Dach gelegt worden“. Das Dach musste vollständig neu gedeckt werden. In den Jahren 1840 bis 1850 wurden die Kirche und die hohe Kirchhofmauer gründlich instand gesetzt. Die Seitenaltäre wurden durch neue des aus Bezau in Vorarlberg stammenden Stuckateurs Jodok Friedrich Wilhelm ersetzt. Das Pfarrhaus wurde verlegt. In der zweiten Hälfte des 19. Jahrhunderts musste der Hochaltar des 18. Jahrhunderts einem neugotischen weichen, den Wohleb als eine „Zigarrenbrettchenkonstruktion“ empfand. „Ein wohlmeinender Zufall will es, daß unsere fürstenbergischen Akten den Entwurf für den alten Hochaltar verwahren […]. Einem guten Meister wird es damit leicht möglich sein, das Werk neu zu schaffen.“ Das geschah zur Zeit des Pfarrers Josef Schmid (geb. 1900, Pfarrer in Welschensteinach ab 1955) im Rahmen einer Renovierung Ende der 1950er Jahre. Die jüngste Restaurierung wurde im Jahr 2012 abgeschlossen.

## Gebäude
Mächtig ragt die Kirche auf dem Kirchberg, inmitten des 1840 vergrößerten Friedhofs und mit ihm von einer hohen Mauer umgeben, durch eine markante Treppe zu erreichen, über das „Dorf“ genannte Zentrum des weit verstreuten Ortes. Vermutlich diente sie im Mittelalter als Wehrkirche. Das Pfarrhaus, früher nördlich, wurde 1846 an seinen heutigen Platz südlich der Kirche verlegt. Deren Äußeres ist durch Lisenen gegliedert. Am Sturz des westlichen Fassadenportals ist die Jahreszahl „1741“ eingemeißelt. Doch stammen der untere Teil des Turmes und die Fundamente der Südmauer aus der Zeit der Romanik. Diese unteren Turmteile zeigen solides Mauerwerk aus Bruchsandsteinen, zum Teil mit einem Schichtwechsel rötlicher und gelblicher Steine. Über einem Gesims sind im unteren Turmteil, wenn auch zugemauert, die alten Klangarkaden erhalten, Zwillings-Rundbögen, in der Mitte von Säulchen getragen, an der Seite mit einfach abgeschrägten Kämpfern. Rechts neben der nördlichen Klangarkade ist das kleine Relief einer Kreuzigung eingelassen, ins 12. Jahrhundert datiert.  Auf den unteren Turmteil hat das 18. Jahrhundert zwei Geschosse aufgesetzt, mit einem neuen Glockengeschoss, Satteldach und Volutengiebeln.

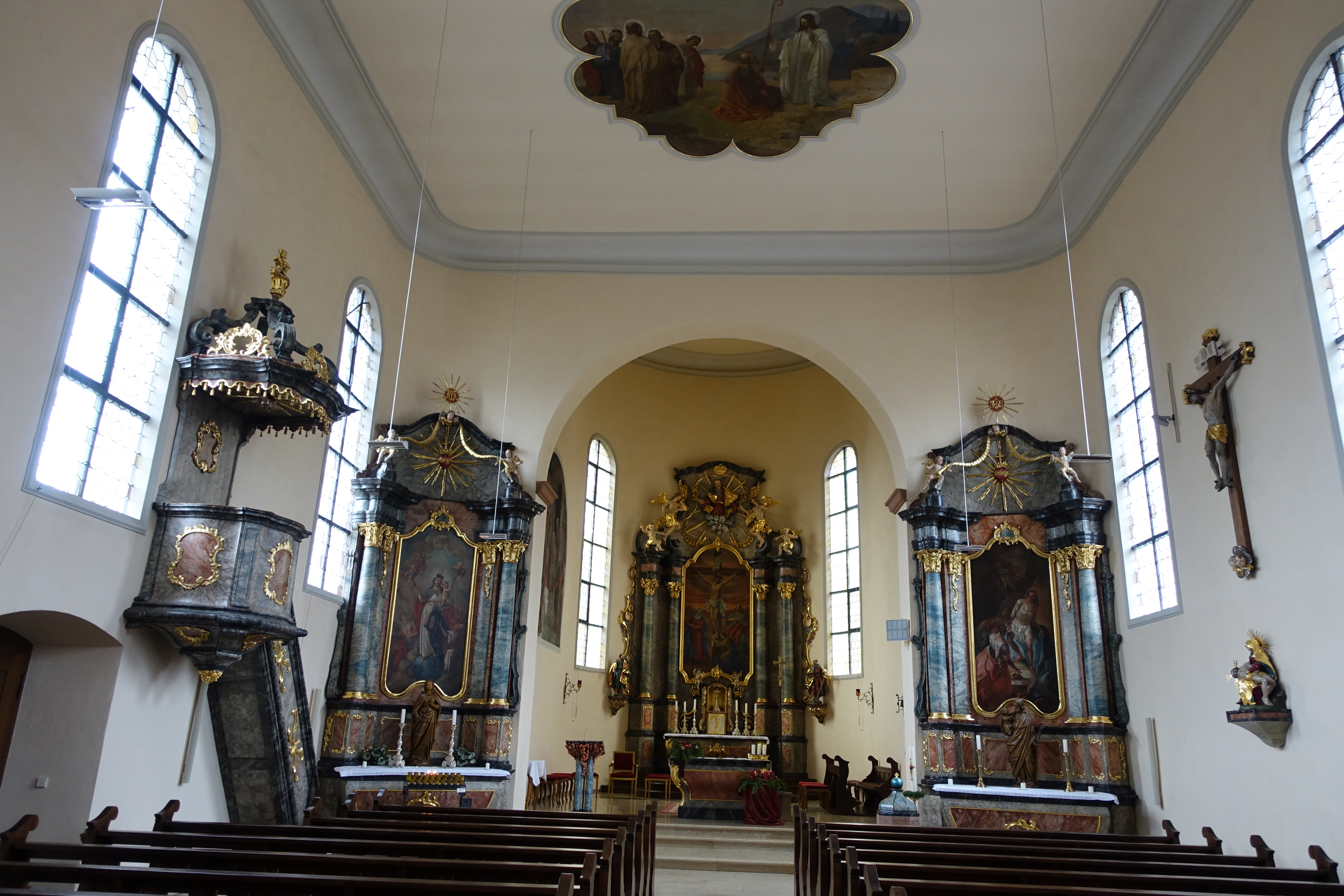
Inneres nach Osten

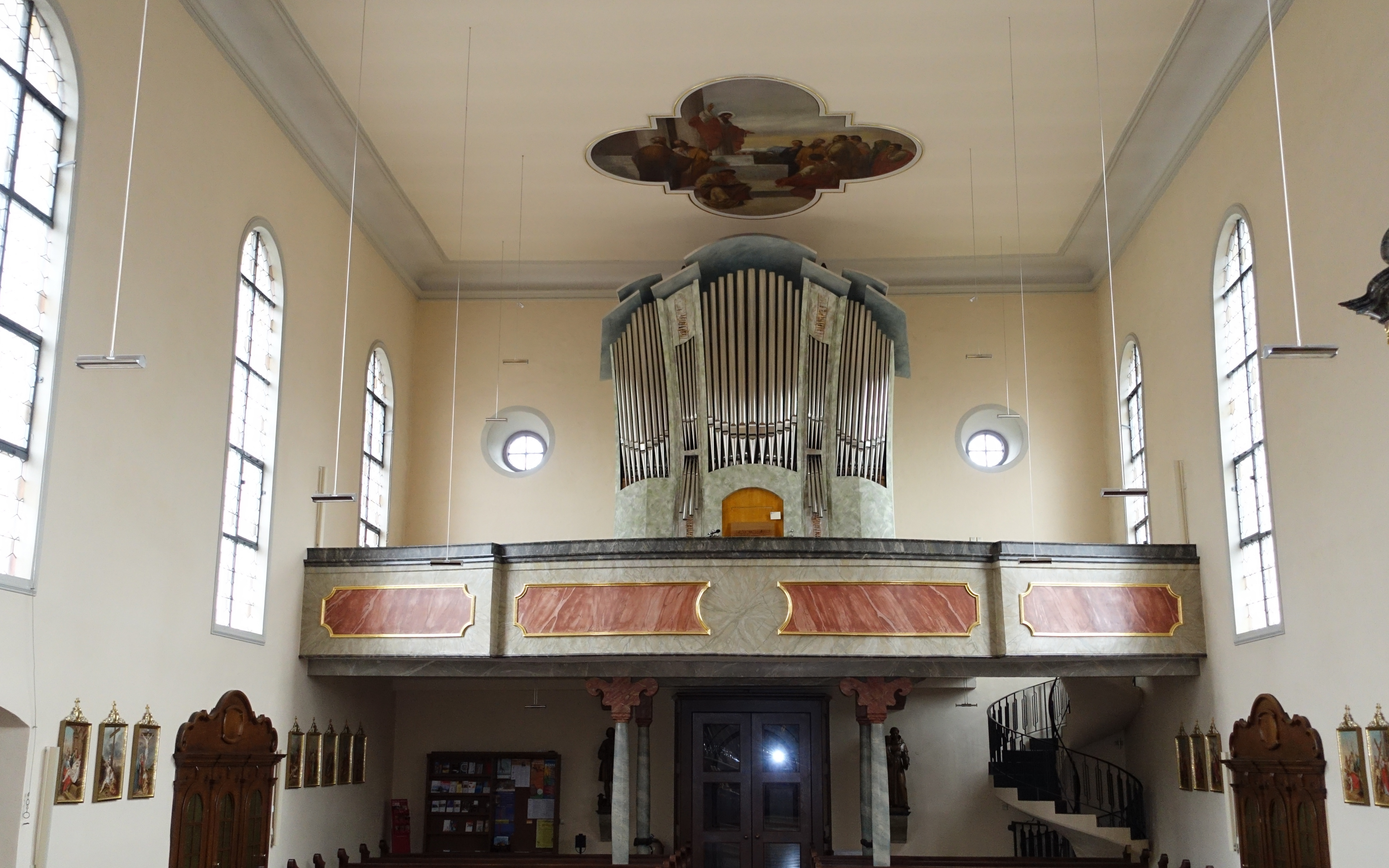
Inneres nach Westen

Das Innere ist ein einschiffiger Saal mit beidseits vier Achsen rundbogiger Fenster, einer flachen Decke über einer Hohlkehle, einem runden Chorbogen und im Westen einer Empore auf Holzsäulen.

## Ausstattung
Die beiden Deckengemälde im Schiff mit Szenen aus dem Leben der beiden Kirchenpatrone schuf um 1900 August Pfister aus Hart (Haigerloch).
Originaler Barock des 18. Jahrhunderts sind noch die Skulpturen von Petrus und Paulus am Hochaltar und vermutlich die Kanzel, alte Originale auch das große Kruzifix an der rechten Schiffswand und die Pietà darunter.

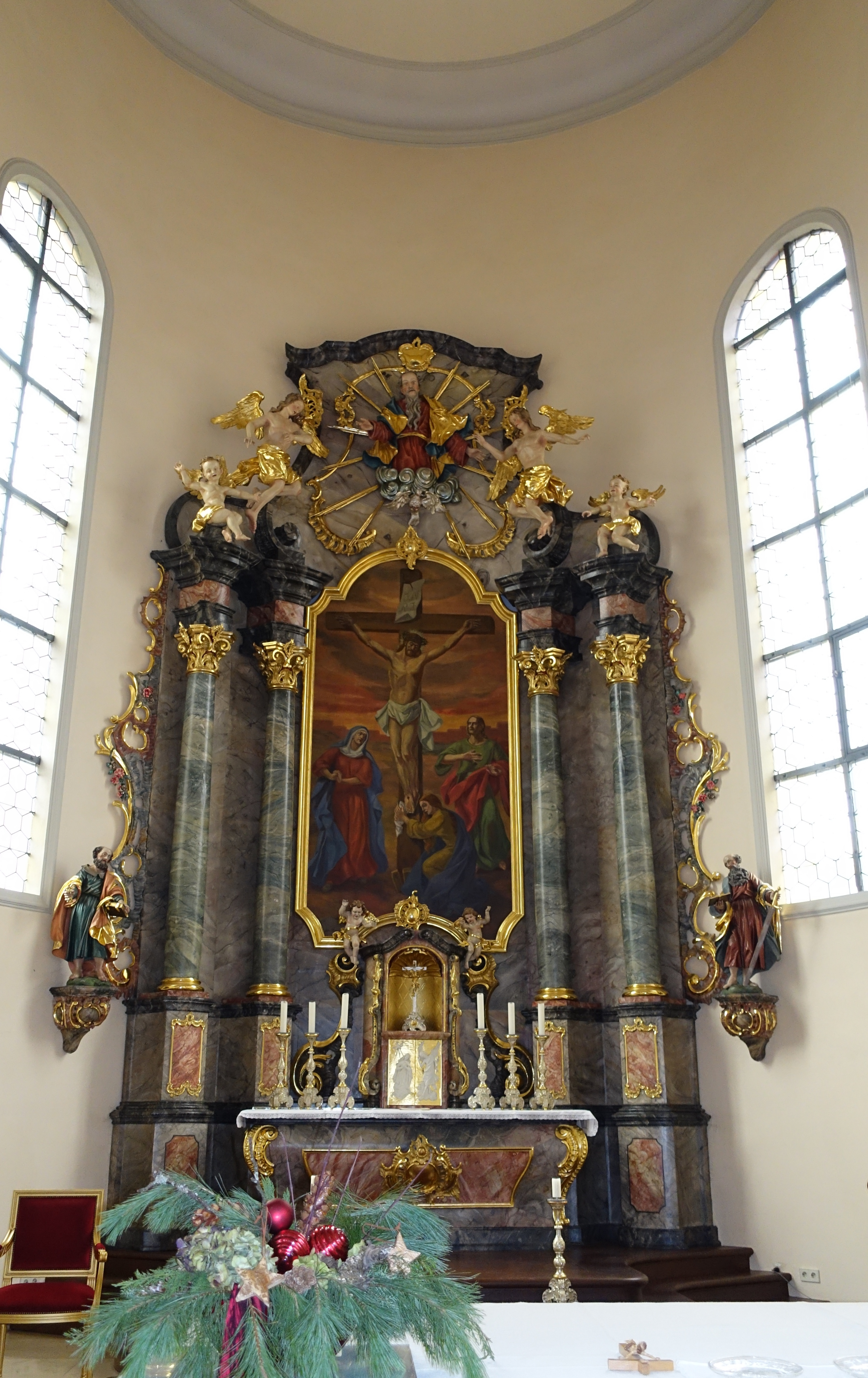
Hochaltar

Meister der Kirchenpatrone am Hochaltar sowie der erhaltenen Skizze war vielleicht der auch in Kreuzerhöhung in Steinach tätige Franz Xaver Bieheler (1726–1787). Nach der Skizze haben der Bildhauer Angelo Valentin und der Maler Peter Valentin aus Offenburg Ende der 1950er Jahre den Hochaltar neu geschaffen. Petrus und Paulus stehen außen. Zwei blaumarmorierte Säulen rahmen beidseits ein Gemälde der Kreuzigung. Im Auszug schweben zwischen Engeln als Reliefs Gottvater und die Taube des Heiligen Geistes.
Die Seitenaltäre des Jodok Friedrich Wilhelm leuchten seit den 1950er Jahren, von grauer Übermalung befreit, wieder in vorwiegend blaumarmorierter Tönung. Zwischen Barock und Klassizismus stehend, sind sie „maßvolle und hübsche Beispiele der Gattung“. Das Gemälde des linken zeigt Maria als Königin mit dem Jesuskind, das Gemälde des rechten das Martyrium des heiligen Sebastian.
Eine ältere Orgel gestaltete Franz Winterhalter aus Oberharmersbach 1960 um. Das heutige Instrument baute 2003 Franz Winterhalters Sohn Claudius Winterhalter.